# Myron Joseph Cotta
Myron Joseph Cotta (nacido el  21 de marzo de 1953) es un obispo católico en los Estados Unidos.  Desde 2014  sirvió como el Obispo Auxiliar de la Diócesis de Sacramento. El 23 de enero de 2018, el Arzobispo Christophe Pierre, Nuncio Apostólico de los Estados Unidos, anunció que el Obispo Cotta fue designado como el sexto Obispo de la Diócesis de Stockton. Su toma de posesión fue el  15 de marzo de 2018.

## Educación y primeros años
Cotta nació en Dos Palos, California y fue educado en escuelas públicas católicas antes de recibir una beca de West Hills College Coalinga en Coalinga, California.  Estudió para el sacerdocio en el Seminario de St. John en Camarillo, California.  Cotta fue ordenado sacerdote para la Diócesis de Fresno el 12 de 1987.  Es fluido en idiomas como inglés, español y portugués.

## Sacerdocio
Después de su ordenación, Cotta sirvió como el vicario parroquial en la Parroquia de San Antonio en Atwater de 1987 a 1989 y como Administrador Apostólico de Nuestra Señora de Fatima en Laton de 1989 a 1992. Sirvió como pastor de la Parroquia de Nuestra Señora de los Milagros en Gustine de 1992 a 1999.  Siguiendo sus asignaciones pastorales  sirvió como vicario general y moderador de la Curia de la Diócesis de Fresno. El Papa Juan Pablo II nombró a Cotta capellán de Su Santidad, con el título de monseñor, en el 2002. El Papa Benedicto XVI le nombró Prelado de Honor en el 2009.

## Episcopado
El Papa Francisco nombró a  Cotta como Obispo Titular de Muteci y Obispo Auxiliar de Sacramento el 24 de enero de 2014. Fue consagrado en la Catedral del Sntísimo Sacramento en Sacramento el 25 de marzo de 2014 por el Obispo Jaime Soto, el Obispo Armando Xavier Ochoa de Fresno y el Obispo emérito  José de Jesús Madera Uribe, M.sp.S. quien es de la Archidiócesis para los Servicios Militares el principal co-consagrador. El 23 de enero del 2018, el Papa Francisco nombró a Cotta obispo de Stockton y tomó el cargo el 15 de marzo de 2018

## Episcopal Sucesión
| Catholic Church titles     | Catholic Church titles                   | Catholic Church titles |
| -------------------------- | ---------------------------------------- | ---------------------- |
| Preceded by Stephen Blaire | Bishop of Stockton 2018-Present          | Succeeded by Incumbent |
| Preceded by -              | Auxiliary Bishop of Sacramento 2014-2018 | Succeeded by -         |

- Datos: Q15646437
- Multimedia: Myron Joseph Cotta / Q15646437